# Warut Boonsuk
Warut Boonsuk (tiếng Thái: วรุตม์ บุญสุข, sinh ngày 23 tháng 8 năm 1997), còn được biết với tên đơn giản Rut (tiếng Thái: รุตม์), là một cầu thủ bóng đá người Thái Lan thi đấu ở vị trí tiền đạo  cho câu lạc bộ Giải bóng đá Ngoại hạng Thái Lan Bangkok Glass.